# Communauté de communes de l'Andelle
La communauté de communes de l'Andelle est une ancienne communauté de communes française regroupant dix-neuf communes, dans le département de l'Eure.

## Histoire
Au terme de 14 ans d'existence, la communauté de communes de l'Andelle fusionne avec la communauté de communes du canton de Lyons-la-Forêt au sein d'une nouvelle communauté de communes de Lyons Andelle.

## Composition
Elle se composait des 19 communes suivantes :
| Nom                       | Code Insee | Gentilé          | Superficie (km2) | Population (dernière pop. légale) | Densité (hab./km2) |
| ------------------------- | ---------- | ---------------- | ---------------- | --------------------------------- | ------------------ |
| Charleval (siège)         | 27151      | Charlevalais     | 14,14            | 1 833 (2014)                      | 130                |
| Amfreville-les-Champs     | 27012      | Amfrevillais     | 6,56             | 462 (2014)                        | 70                 |
| Bacqueville               | 27034      | Bacquevillais    | 11,01            | 604 (2014)                        | 55                 |
| Bourg-Beaudouin           | 27104      | Beaudinois       | 5,33             | 730 (2014)                        | 137                |
| Douville-sur-Andelle      | 27205      | Douvillais       | 4,51             | 435 (2014)                        | 96                 |
| Fleury-sur-Andelle        | 27246      | Fleurysiens      | 3,79             | 1 889 (2014)                      | 498                |
| Flipou                    | 27247      | Filipipinghiens  | 6,97             | 341 (2014)                        | 49                 |
| Gaillardbois-Cressenville | 27274      | Gaillardboisiens | 6,99             | 414 (2014)                        | 59                 |
| Grainville                | 27294      | Grainvillois     | 3,98             | 578 (2014)                        | 145                |
| Houville-en-Vexin         | 27346      | Houvillais       | 8,09             | 226 (2014)                        | 28                 |
| Letteguives               | 27366      | Letteguiviens    | 4,10             | 202 (2014)                        | 49                 |
| Ménesqueville             | 27396      | Menesquevillais  | 4,17             | 470 (2014)                        | 113                |
| Perriers-sur-Andelle      | 27453      | Pirisiens        | 11,21            | 1 845 (2014)                      | 165                |
| Perruel                   | 27454      | Perrueliens      | 5,37             | 473 (2014)                        | 88                 |
| Pont-Saint-Pierre         | 27470      | Pétripontains    | 6,90             | 1 157 (2014)                      | 168                |
| Radepont                  | 27487      | Ratispontains    | 15,81            | 671 (2014)                        | 42                 |
| Renneville                | 27488      | Rennevillois     | 6,30             | 194 (2014)                        | 31                 |
| Romilly-sur-Andelle       | 27493      | Romillois        | 8,53             | 3 221 (2014)                      | 378                |
| Vandrimare                | 27670      | Vandrimarais     | 6,48             | 971 (2014)                        | 150                |